# Aleksandar Višnjić
Pour les articles homonymes, voir Višnjić.
Aleksandar Višnjić, en serbe cyrillique Александар Вишњић (né le 20 mars 1976), est un homme politique serbe. Il est président du Parti réformiste.